# Lucas Santos
Lucas Santos da Silva, noto semplicemente come Lucas Santos (Rio de Janeiro, 7 marzo 1999), è un calciatore brasiliano, centrocampista del Bahia de Feira.

## Caratteristiche tecniche
È un esterno sinistro.

## Carriera
Cresciuto nel settore giovanile del Vasco da Gama, ha esordito in prima squadra il 24 gennaio 2018 disputando l'incontro del Campionato Carioca perso 2-1 contro il Cabofriense.
Il 2 settembre 2019 è stato acquistato in prestito semestrale con opzione di riscatto dal CSKA Mosca.

## Statistiche

### Presenze e reti nei club
Statistiche aggiornate al 27 febbraio 2020.
| Stagione             | Squadra              | Campionato           | Campionato | Campionato | Coppe nazionali | Coppe nazionali | Coppe nazionali | Coppe continentali | Coppe continentali | Coppe continentali | Altre coppe | Altre coppe | Altre coppe | Totale | Totale | Totale |
| Stagione             | Squadra              | Comp                 | Pres       | Reti       | Comp            | Pres            | Reti            | Comp               | Pres               | Reti               | Comp        | Pres        | Reti        | Pres   | Reti   |        |
| -------------------- | -------------------- | -------------------- | ---------- | ---------- | --------------- | --------------- | --------------- | ------------------ | ------------------ | ------------------ | ----------- | ----------- | ----------- | ------ | ------ | ------ |
| 2018                 | Vasco da Gama        | A/RJ+A               | 1+2        | 0          | CB              | 0               | 0               | CS                 | 0                  | 0                  | -           | -           | -           | 3      | 0      |        |
| gen.-sett. 2019      | Vasco da Gama        | A/RJ+A               | 6+1        | 0          | CB              | 3               | 0               | -                  | -                  | -                  | -           | -           | -           | 10     | 0      |        |
| sett.-dic. 2019      | CSKA Mosca           | PL                   | 2          | 0          | CR              | 1               | 0               | UEL                | 2                  | 0                  | -           | -           | -           | 5      | 0      |        |
| 2020                 | Vasco da Gama        | A/RJ+A               | 2+0        | 0          | CB              | 0               | 0               | CS                 | 0                  | 0                  | -           | -           | -           | 2      | 0      |        |
| Totale Vasco da Gama | Totale Vasco da Gama | Totale Vasco da Gama | 12         | 0          |                 | 3               | 0               |                    | 0                  | 0                  |             | -           | -           | 15     | 0      |        |
| Totale carriera      | Totale carriera      | Totale carriera      | 14         | 0          |                 | 4               | 0               |                    | 2                  | 0                  |             | -           | -           | 20     | 0      |        |